# Acido carnosico
L'acido carnosico è un diterpenoide presente nel rosmarino e nella salvia. Le foglie secche di rosmarino e salvia contengono dall'1,5 al 2,5% di acido carnosico.